# Hyperdiplosis tritici
Hyperdiplosis tritici är en tvåvingeart som först beskrevs av Ephraim Porter Felt 1912.  Hyperdiplosis tritici ingår i släktet Hyperdiplosis och familjen gallmyggor. Inga underarter finns listade i Catalogue of Life.